# José Luis Lamadrid
José Lamadrid (1930. július 3. – 2021. október 3.) válogatott mexikói labdarúgó, csatár.

## Pályafutása
Játékoskarrierje az Españában kezdődött (itt mutatkozott be az első osztályban), majd játszott többek között a Necaxában, a Club Américában kétszer, valamint a Tolucában is.
A válogatottban 1953-ban mutatkozott be, majd egy évvel később részt vett az 1954-es világbajnokságon.